# Areca rheophytica
Areca rheophytica är en enhjärtbladig växtart som beskrevs av John Dransfield. Areca rheophytica ingår i släktet Areca och familjen Arecaceae. Inga underarter finns listade i Catalogue of Life.